# Anton Saroka
Anton Saroka (tiếng Belarus: Антон Сарока; tiếng Nga: Антон Сарока; sinh 5 tháng 3 năm 1992) là một cầu thủ bóng đá Belarus hiện tại thi đấu cho Dinamo Minsk.

## Sự nghiệp quốc tế

### Bàn thắng quốc tế
Bàn thắng và kết quả của Belarus được để trước.
| Thứ tự | Ngày                 | Địa điểm                                                | Đối thủ    | Tỉ số | Kết quả | Giải đấu                    |
| ------ | -------------------- | ------------------------------------------------------- | ---------- | ----- | ------- | --------------------------- |
| 1.     | 10 tháng 10 năm 2017 | Stade de France, Paris, Pháp                            | Pháp       | 1–2   | 1–2     | Vòng loại World Cup 2018    |
| 2.     | 9 tháng 11 năm 2017  | Sân vận động Cộng hòa Vazgen Sargsyan, Yerevan, Armenia | Armenia    | 1–3   | 1–4     | Giao hữu                    |
| 3.     | 27 tháng 3 năm 2018  | Sân vận động Stožice, Ljibljana, Slovenia               | Slovenia   | 2–0   | 2–0     | Giao hữu                    |
| 4.     | 6 tháng 6 năm 2018   | OSK Brestsky, Brest, Belarus                            | Hungary    | 1–0   | 1–1     | Giao hữu                    |
| 5.     | 8 tháng 9 năm 2018   | Sân vận động Dinamo, Minsk, Belarus                     | San Marino | 3–0   | 5–0     | UEFA Nations League 2018–19 |
| 6.     | 12 tháng 10 năm 2018 | Sân vận động Dinamo, Minsk, Belarus                     | Luxembourg | 1–0   | 1–0     | UEFA Nations League 2018–19 |
| 7.     | 18 tháng 11 năm 2018 | Sân vận động San Marino, Serravalle, San Marino         | San Marino | 2–0   | 2–0     | UEFA Nations League 2018–19 |